# Isola Correnti, Pantani di Punta Pilieri, chiusa dell'Alga e Parrino
Isola Correnti, Pantani di Punta Pilieri, chiusa dell'Alga e Parrino este o arie protejată (arie specială de conservare — SAC, sit de importanță comunitară — SCI) din Italia întinsă pe o suprafață de 146 ha, integral pe uscat.

## Localizare
Centrul sitului Isola Correnti, Pantani di Punta Pilieri, chiusa dell'Alga e Parrino este situat la coordonatele 36°39′30″N 15°05′36″E / 36.658272°N 15.093199°E.

## Înființare
Situl Isola Correnti, Pantani di Punta Pilieri, chiusa dell'Alga e Parrino a fost declarat sit de importanță comunitară în septembrie 1995 pentru a proteja 7 specii de animale. Situl a fost protejat și ca arie specială de conservare în decembrie 2017.

## Biodiversitate
Situată în ecoregiunea mediteraneană, aria protejată conține 15 habitate naturale: Pseudostepă cu ierburi și specii anuale de Thero-Brachypodietea, Tufărișuri termo-mediteraneene și de pre-deșert, Faleze cu vegetație de Limonium spp. endemic de pe coastele mediteraneene, Dune de coastă cu Juniperus spp., Sarcopoterium spinosum phryganas, Dune de pe litoral fixate cu Crucianellion maritimae, Vegetație anuală la limita mareei, Dune cu vegetație ierboasă Malcolmietalia, Salicornia și alte specii anuale care populează regiunile mlăștinoase și nisipoase, Pășuni mediteraneene udate de apa mării (Juncetalia maritimi), Lagune de coastă, Dune mobile de-a lungul țărmului cu Ammophila arenaria („dune albe”), Peșteri inaccesibile publicului, Dune mobile cu vegetație embrionară, Tufărișuri halofile mediteraneene și termo-atlantice (Sarcocornetea fruticosi).
La baza desemnării sitului se află mai multe specii protejate:
- păsări (5): pescăruș albastru (Alcedo atthis), prundăraș de sărătură (Charadrius alexandrinus), egretă mică (Egretta garzetta), pescăruș-cu-cap-negru (Larus melanocephalus), chiră de mare (Thalasseus sandvicensis)
- nevertebrate (1): Brachytrupes megacephalus
- reptile (1): elaphe situla (Zamenis situla)

Pe lângă speciile protejate, pe teritoriul sitului au mai fost identificate 14 specii de plante, 1 specie de amfibieni, 37 de specii de nevertebrate, 5 specii de reptile.